# Transzfermoratórium
A transzfermoratórium avagy átváltási haladék egy átutalási tilalom, amelynek során a külföldi kölcsönök kamatainak, törlesztőrészleteinek további folyósítását a kormány átmenetileg beszünteti. 

## Magyarországon
Magyarországon 1931. december 23-án (a nagy gazdasági világválság idején) lépett életbe teljes transzfermoratórium, melynek értelmében a népszövetségi kölcsön kamatainak felén és a Magyar Nemzeti Banknak más jegybankkal szemben fennálló törlesztésein kívül tilos volt devizában az egyéb adósságok kamatainak és törlesztőrészleteinek átutalása. 
A népszövetségi kölcsön törlesztésének szüneteltetése miatt a Népszövetség Pénzügyi Bizottsága Royall Tylert 1931-ben Budapestre küldte, hogy a helyszínen ellenőrizze az állam pénzügyeit. A külföldi hitelezőkkel a törlesztésről a kormány 1937-ben ideiglenes, 3 évre szóló megállapodást kötött.